# 7. Staffel des Objektschutzregimentes der Luftwaffe
In der 7. Staffel des Objektschutzregimentes der Luftwaffe (7./ObjSRgtLw) sind die militärischen Brandschutzkräfte der Teilstreitkraft Luftwaffe zusammengefasst. Die 7./ObjSRgtLw ist auf dem ehemaligen Fliegerhorst Jever im Landkreis Friesland stationiert. Organisatorisch gehört die 7./ObjSRgtLw zu den bodengebundenen Kräften im Kommandobereich des Luftwaffentruppenkommandos und ist dem II. Bataillon des Objektschutzregimentes der Luftwaffe (II./ObjSRgtLw) mit Sitz in Schortens unterstellt.

## Auftrag
Zusammen mit den Luftwaffenpionieren (6./ObjSRgtLw) sowie den Kräften der Einsatzlogistik der Luftwaffe (5./ObjSRgtLw) ist das II./ObjSRgtLw für den Aufbau und Betrieb eines Einsatzflugplatzes (deployment operating base-DOB) der Luftwaffe zuständig.
Die militärischen Brandschutzkräfte der Luftwaffe stellen in diesem Zusammenhang sowohl die Absicherung des Flugbetriebes nach den internationalen Vorgaben der Zivilluftfahrt (EASA / ICAO) bzw. nach NATO-Standards, aber auch den abwehrenden Brandschutz sowie die sonstige Gefahrenabwehr in angrenzenden Feldlagern bzw. Einrichtungen des Flugplatzes sicher.
Neben der Wahrnehmung der Fachaufgaben in den Bereichen Flughafenbrandschutz, technische Hilfeleistung sowie Einsätzen mit gefährlichen Stoffen und Gütern sind die militärischen Brandschutzkräfte ebenfalls befähigt, Maßnahmen zur Schadensabwehr außerhalb von Feldlagern unter einer Bedrohungslage im Auslandseinsatz wahrzunehmen. Dazu arbeitet die 7./ObjSRgtLw eng mit den spezialisierten Infanteriekräften des I./ObjSRgtLw zusammen.

## Gliederung
Die 7./ObjSRgtLw verfügt über insgesamt 185 militärische Dienstposten und gliedert sich in folgende Teileinheiten auf:
- Brandschutzstabsoffizier (A13–A14) als Staffelchef,
- Innendienst,
- Teileinheit Ausbildung und Einsatz, geführt durch einen Brandschutzoffizier (A12),
- vier Brandschutzzüge in Stärke je 42 mit jeweils
  - 37 Brandschutzfeldwebeln (A7–A9),
  - vier Brandschutzunteroffizieren (A5–A6) und geführt von
  - einem Brandschutzoffizier (A9–A11)

## Geschichte
Ursprünglich aufgestellt wurden die militärischen Brandschutzkräfte der Luftwaffe zum 1. Oktober 1998 als neue Teileinheit der 4. Staffel (ABC-Abwehr) des damaligen Objektschutzbataillons der Luftwaffe. Die fachliche Ausbildung zum Brandschützer fand zum damaligen Zeitpunkt noch an der 8. Inspektion der Technischen Schule der Luftwaffe 3 am Standort Faßberg (8./TSLw 3) statt.
Mit Aufstellung des Objektschutzregimentes der Luftwaffe „Friesland“ (ObjSRgtLw „F“) am 1. Juli 2006 wurden die militärischen Brandschutzkräfte zu einer eigenen Staffel, der 9./ObjSRgtLw, vergrößert und gehörten zum III. Bataillon des neuen Regimentes.
Aufgrund der Auflösung des aktiven III./ObjSRgtLw zum April 2014 wurde die Brandschutzstaffel zur „neuen“ 7./ObjSRgtLw umgegliedert (zuvor war die Bezeichnung 7./ einer Infanteriestaffel am Standort Kerpen zugeordnet) und dem II./ObjSRgtLw unterstellt.
Die militärischen Brandschutzkräfte sind eine Einsatzstaffel, die seit ihrer Aufstellung im Jahr 1998 nahezu durchgehend in den Auslandseinsätzen der Bundeswehr präsent ist.

## Wappen und Motto
| Das Wappen der 7./ObjSRgtLw symbolisiert den Brandschutzauftrag der Staffel und die Zugehörigkeit zum II./ObjSRgtLw. | Blasonierung: „In drei gleich große Bereiche geteiltes Schild mit abgerundeter oberen Kante: Rechts auf blauem Grund ein nach rechts steigender rot-bewehrter, goldener (gelber) Löwe; oben rechts und links im Obereck jeweils ein silbernes Ankerkreuz; Links auf goldenem (gelben) Grund mittig eine stilisierte Weltkugel in Blau-Weiß, belegt mit silberner Schwinge; Unten mittig auf weißem Grund eine schwarze Feuerwehraxt gekreuzt mit einem Sturmgewehr vor zwei stilisierten lodernden Flammen.“ |
| Das Wappen der 7./ObjSRgtLw symbolisiert den Brandschutzauftrag der Staffel und die Zugehörigkeit zum II./ObjSRgtLw. | Wappenbegründung: Der linke obere Teil des Wappens verdeutlicht die beidseitig wertgeschätzte Integration des II./ObjSRgtLw in den Landkreis Friesland. Sie hat ihre besondere Bedeutung und stellt die bedeutsame regionale Einbindung des Verbandes durch die Symbole und die Farbe Blau im Grund heraus. Der „friesische“ Löwe und das Ankerkreuz aus dem Wappen bilden somit den klaren Hinweis auf eine enge, lebendige Partnerschaft zwischen Bundeswehr und Region. Darüber hinaus wird dadurch auch die Zugehörigkeit zum übergeordneten Verband, dem Objektschutzregiment „Friesland“, hervorgehoben und ein Wiedererkennungswert erreicht. Der rechte Teil des Wappens auf gelbem Grund spiegelt im Kern die weltweite Einsatzbereitschaft des Verbandes wider. Belegt ist die Weltkugel mit der silbernen Luftwaffenschwinge als Symbol für einen spezialisierten Unterstützungsverband der Luftwaffe. Hierbei wird die besondere Zugehörigkeit zur Luftwaffe hervorgehoben. Der untere mittige Teil zeigt die Spezialisierung als militärisches Brandschutzpersonal und grenzt zu den anderen Staffeln ab. Die Axt als typisches Feuerwehrsymbol und die stilisierten lodernden Flammen verdeutlichen den speziellen Brandschutzauftrag. Das Sturmgewehr unterstreicht die Zweitausbildung des Personals als Infanteriesoldaten und die Zugehörigkeit zum Wirkverbund Objektschutz. |

## Ausbildung
Brandschutzfeldwebel

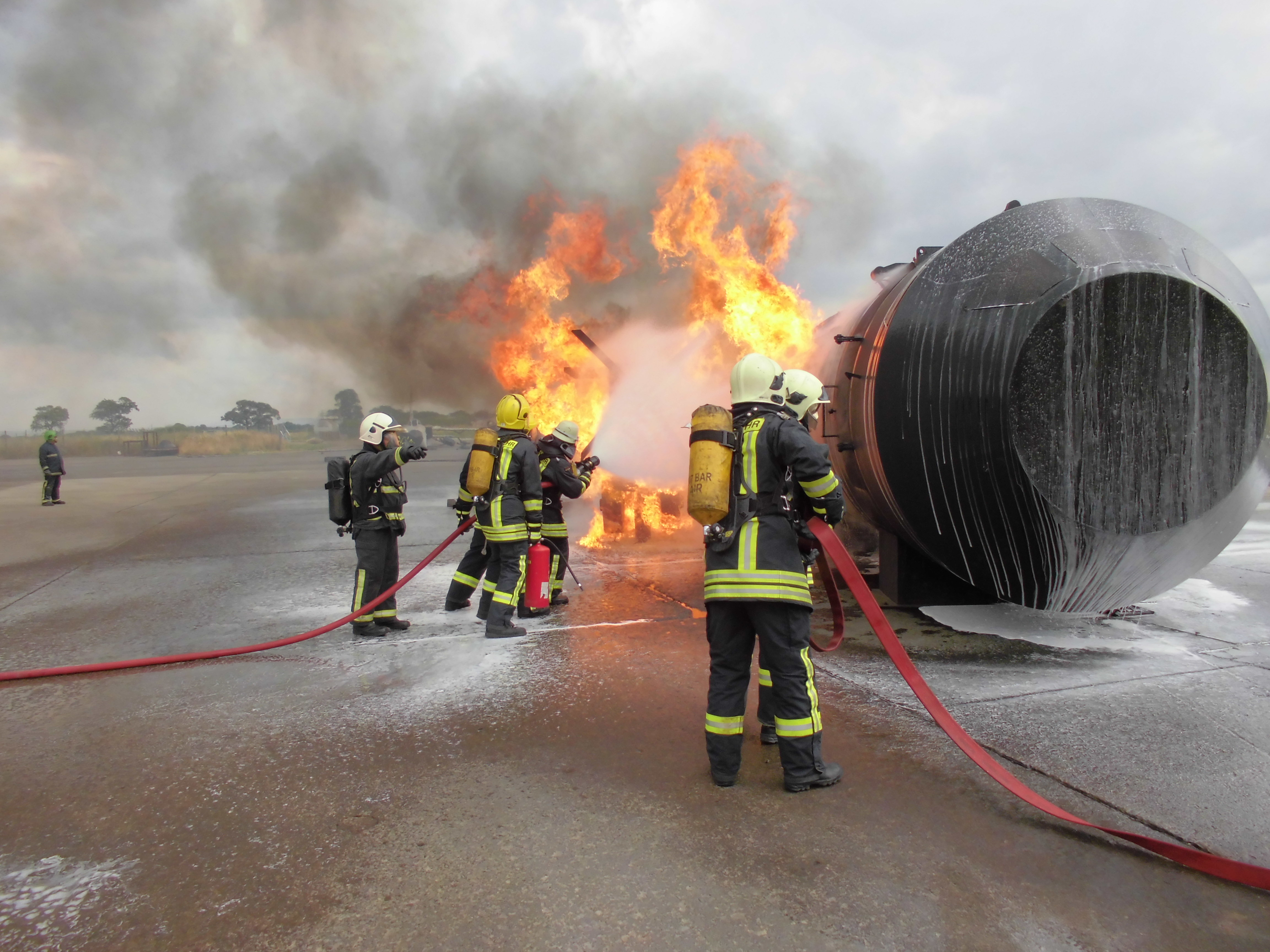
Lfz-Brandbekämpfung (England/Teeside)

Neben einer erfolgreich bestandenen Eignungsüberprüfung für die Laufbahn der Feldwebel in einem Karrierecenter der Bundeswehr ist eine abgeschlossene Berufsausbildung in einem anerkannten Ausbildungsberuf Voraussetzung für angehende Brandschutzfeldwebel. Im Einzelfall ist eine Übernahme ohne Ausbildung möglich. Diese kann dann an einer Ausbildungseinrichtung der Bundeswehr im Rahmen einer zivilberuflichen Aus- und Weiterbildung nachgeholt werden.
Nach der ca. neunmonatigen Laufbahnausbildung zum Feldwebel des Fachdienstes, welche überwiegend an der Unteroffizierschule der Luftwaffe in Appen stattfindet, beginnt die Ausbildung zum Brandschutzfeldwebel zunächst mit dem Erwerb der Bundeswehrfahrerlaubnis der Klassen B, C und E.
Die folgende lehrgangsgebundene Fachausbildung findet zum größten Teil an der Schule ABC-Abwehr und Gesetzliche Schutzaufgaben in Stetten a.k.M. statt. In einem sechsmonatigen feuerwehrtechnischen Grundlehrgang werden neben naturwissenschaftlichen Anteilen die ersten grundlegenden Tätigkeiten vermittelt, die der angehende Brandschutzfeldwebel zum Einsatz als Truppmann bzw. -führer einer militärischen Brandschutzeinheit benötigt.
Im Anschluss an diese Grundausbildung folgt ein mehrwöchiges Praktikum bei diversen Bundeswehrfeuerwehren (Flugplatz, Marinestützpunkt, Truppenübungsplatz bzw. Untertageanlage) sowie einer Berufsfeuerwehr, welches den Brandschutzfeldwebeln einen Einblick in die verschiedenen Tätigkeiten im Feuerwehrdienst geben soll bzw. das Wissen aus dem Grundlehrgang in der praktischen Anwendung festigen soll.
An diese Praktikumsreise schließt sich der feuerwehrtechnische Abschlusslehrgang nach der Verordnung über die Laufbahn, Ausbildung und Prüfung für den mittleren feuerwehrtechnischen Dienst in der Bundeswehr (LAP-mftDBwV) an, der mit dem Ablegen der Laufbahnprüfung zum mittleren feuerwehrtechnischen Dienst sowie der Qualifikation als Gruppenführer endet.
Im Rahmen des Dienstes in der 7./ObjSRgtLw wird im Weiteren die notwendige einsatzvorbereitende Ausbildung durchgeführt. Zudem besteht weiterhin die Möglichkeit, sich z. B. als Atemschutzgerätewart oder Gerätewart weiter zu qualifizieren.
Brandschutzunteroffizier
Brandschutzunteroffiziere gehören zur Laufbahn des Unteroffiziers im Fachdienst und durchlaufen im Grunde die gleiche Ausbildung wie die Brandschutzfeldwebel, jedoch ohne die Teilnahme am feuerwehrtechnischen Abschlusslehrgang.
Brandschutzoffizier
Die Brandschutzoffiziere gehören zur Laufbahn der Offiziere des Truppendienstes und müssen im Rahmen ihrer Offiziersausbildung ein technisches Studium absolviert haben. Nach Abschluss des Studiums erfolgt die Einsteuerung in die ca. zweijährige Laufbahnausbildung zum gehobenen feuerwehrtechnischen Dienst an einer zivilen Landesfeuerwehrschule. Die weitere Ausbildung umfasst unter anderem die Teilnahme an der Ausbildung zum Offizier der Luftwaffensicherungstruppe.
Brandschutzstabsoffizier
Nach einer Übernahme zum Berufssoldaten und Verwendung auf einem entsprechenden Dienstposten, zum Beispiel im Luftfahrtamt der Bundeswehr, erfolgt die Weiterqualifizierung der Brandschutzoffiziere zum Brandschutzstabsoffizier durch die Teilnahme an der einjährigen Aufstiegsausbildung zum höheren feuerwehrtechnischen Dienst am Institut der Feuerwehr in Münster.

## Technik
Fahrzeuge
- Rüstwagen,
- FLKFZ 1000,
- FLKFZ 3500,
- FLKFZ 8000
- Einsatzleitwagen

## Einsätze und Übungen
- Kosovo Force KFOR 2001, sowie von 2014 bis 2017
- Task Force Fox TFF (Mazedonien) 2001 bis 2002
- International Security Assistance Force ISAF von 2003 bis 2014, zunächst auf dem Kabul International Airport (OAKB), später auf dem International Airport Mazar-e Sharif (OAMS)
- Resolute Support Mission RSM ab 2015 auf dem International Airport Mazar-e Sharif (OAMS)
- Verstärktes Air Policing Baltikum VAPB in den Jahren 2005 bis 2015, auf den Flugplätzen Šiauliai (EYSA), Litauen sowie Ämari (EEEI), Estland
- Operation Counter-Daesh an den Standorten Incirlik, Türkei sowie Al-Azraq, Jordanien seit 2016